# Gentiana membranulifera
Gentiana membranulifera är en gentianaväxtart. Gentiana membranulifera ingår i släktet gentianor, och familjen gentianaväxter.

## Underarter
Arten delas in i följande underarter:
- G. m. membranulifera
- G. m. nasirii
- G. m. intermedia